# Список Героев Украины/Г
В настоящем списке в алфавитном порядке представлены люди, получившие почётное звание Герой Украины, чьи фамилии начинаются с буквы «Г».
- Список содержит информацию о дате указа присвоения почётного звания, роде деятельности награждённых и годах их жизни.

## Список людей, фамилии которых начинаются с «Г»
| №  | Фамилия, Имя Отчество           | Дата Указа | Деятельность | Годы жизни              |
| -- | ------------------------------- | ---------- | --- | ----------------------- |
| 1  | Гавриленков, Николай Протасович | 19.11.2004 | Председатель правления акционерного общества «Хорольский молочноконсервный комбинат детских продуктов», Полтавская область                                                              | род. 05.05.1933         |
| 2  | Гадз, Пётр Иванович             | 24.08.2012 | Председатель наблюдательного совета общества «Бучачагрохлебпром», Тернопольская область                                                                                                 | род. 1960               |
| 3  | Галуненко, Александр Васильевич | 21.08.1999 | Лётчик-испытатель Авиационного научно-технического комплекса имени О. К. Антонова, Киев                                                                                                 | род. 01.03.1946         |
| 4  | Гениевский, Сергей Иванович     | 21.08.1999 | Шахтёр очистного забоя Государственного акционерного общества «Шахта имени М. В. Фрунзе», Луганская область                                                                             | род. 19.06.1958         |
| 5  | Герасимов, Иван Александрович   | 27.10.1999 | Руководитель ветеранского движения Украины, Киев | 08.08.1921—04.06.2008   |
| 6  | Гетьман, Вадим Петрович         | 11.07.2005 | Бывший Председатель правления Национального банка Украины (посмертно) | 12.07.1935—22.04.1998   |
| 7  | Гирнык, Алексей Николаевич      | 18.01.2007 | Политзаключенный советских времён (посмертно) | 27.03.1912—21.01.1978   |
| 8  | Гнатюк, Дмитрий Михайлович      | 28.03.2005 | Главный режиссёр Национального академического театра оперы и балета Украины имени Т. Г. Шевченко, народный артист СССР, Киев                                                            | 28.03.1925—29.04.2016   |
| 9  | Головко, Анатолий Григорьевич   | 16.11.2004 | Директор общества «Гайчур», Новониколаевский район Запорожской области | род. 08.07.1952         |
| 10 | Гонгадзе, Георгий Русланович    | 23.08.2005 | Журналист, руководитель проекта интернет-издания «Украинская правда» (посмертно) | 21.05.1969—17.09.2000   |
| 11 | Гончар, Александр Терентьевич   | 14.07.2005 | Писатель (посмертно) | 03.04.1918—14.07.1995   |
| 12 | Гордейчук, Екатерина Ильинична  | 21.08.1999 | Доярка акционерного общества «Широке», Симферопольский район АР Крым | 19.11.1950 - 07.07.2016 |
| 13 | Гордовенко, Михаил Васильевич   | 21.08.1999 | Бригадир шахтёров очистного забоя шахты «Краснолиманская», Донецкая область | 03.04.1940 - 16.10.2021 |
| 14 | Гречиха, Юрий Михайлович        | 10.09.2007 | Слесарь-сборщик акционерного общества «Мотор Сич», Запорожская область | 06.07.1954 -02.11.2017  |
| 15 | Гречушкин, Валерий Викторович   | 27.08.2008 | Начальник участка акционерного общества «Шахта „Комсомолец Донбасса“», Донецкая область                                                                                                 | род. 02.05.1971         |
| 16 | Гринёв, Николай Герасимович     | 27.08.2003 | Забойщик шахты «Северная» Государственного предприятия «Дзержинскуголь», Донецкая область                                                                                               | род. 09.07.1954         |
| 17 | Гришко, Зинаида Михайловна      | 13.11.2001 | Директор общества «Агрофирма „Маяк“», Березовский район Одесской области | род. 23.06.1948         |
| 18 | Грядущий, Борис Абрамович       | 27.08.2008 | Председатель правления акционерного общества «Научно-исследовательский институт горной механики имени М. М. Федорова», директор Донецкого научно-исследовательского угольного института | 25.09.1932 - 22.06.2022 |
| 19 | Губерский, Леонид Васильевич    | 27.10.2009 | Ректор Киевского национального университета имени Тараса Шевченко, доктор философских наук, академик НАН Украины                                                                        | род. 04.10.1941         |
| 20 | Гулый, Иван Михайлович          | 20.08.2008 | Генеральный директор частного аграрно-арендного предприятия «Луч», Красноградский район Харьковской области                                                                             | 26.07.1940 - 01.05.2013 |
| 21 | Гулый, Максим Федотович         | 03.03.2005 | Советник при дирекции Института биохимии имени А. В. Палладина НАН Украины, доктор биологических наук, академик НАН Украины, Киев                                                       | 03.03.1905—23.05.2007   |
| 22 | Гурняк Виктор Петрович          | 28.08.2021 | боец 24-го батальона территориальной обороны «Айдар» | 08.06.1987—19.10.2014   |
| 23 | Гута, Иван Николаевич           | 23.11.2009 | Председатель наблюдательного совета общества «Мечта Центр» Гусятинского района, Тернопольская область                                                                                   | род. 07.03.1956         |